# Creu de Malta (mecanisme)

Mecanisme de la creu de Malta: fixeu-vos que només gira mentre està en contacte amb la rodeta, creant un moviment circular intermitent.

La creu de Malta, o roda de Ginebra, és un mecanisme que converteix un moviment circular continu en un moviment circular discontinu. Consisteix en un engranatge on la roda motriu té un pivot que assoleix un carril de la roda conduïda i aleshores avança un pas. La roda motriu disposa, a més, d'un bloc circular que li permet completar el gir mantenint la roda conduïda bloquejada. És el mecanisme utilitzat als projectors de pel·lícules cinematogràfiques.

## Introducció
El nom creu de Malta prové de la seva semblança visual amb la creu homònima. A més, aquest mecanisme també pot ser anomenat roda de Ginebra, degut al que els primers dispositius on es va emprar van ser els rellotges mecànics; Suïssa i Ginebra són importants centres de manufactura rellotgera.
En la seva disposició més típica, la roda motriu té quatre carrils, raó per la qual la roda conduïda avança un pas de 90° per cada gir de la roda motriu. Si té n rails, avança 360/nº per cada rotació completa.
Com que el mecanisme ha d'estar molt ben lubricat, sovint es troba tancat en una càpsula d'oli.

## Usos i aplicacions
Una de les aplicacions de la Creu de Malta són els projectors cinematogràfics, perquè es pugui fixar la durada de cada fotograma. La cinta avança fotograma a fotograma i cadascun d'ells es manté fix davant la finestra de projecció 1/24 segons, i cada fotograma quedaa exposat dues vegades en aquest temps, resultant així una freqüència de 48 Hz. Per tant, l'avanç intermitent és aconseguit mitjançant la Creu de Malta, tot i que alguns projectors moderns utilitzen mecanismes electrònics o motors. Els primers usos de la Creu de Malta per als projectors cinematogràfics es remunten a 1896, amb els projectors d'Oskar Messter i Max Gliewe, així com amb el Theatrograph de Robert William Paul. Alguns projectors previs, incloent-hi el projector de Thomas Armat, comercialitzat per Edison com el Vitascope, utilitzaven un mecanisme inventat per Georges Demenÿ l'any 1893 per aconseguir l'avanç intermitent.
Les creus de Malta també eren utilitzades en rellotges mecànics, però no com a mecanisme principal, sinó com a ajuda per limitar la tensió de les molles i els engranatges. En els rellotges, la roda d'accionament és aquella que enrotlla les molles i la creu de Malta és la que evita que les molles es desenrotllin o perdin la seva flexibilitat. Aquesta utilització del mecanisme la varen inventar els rellotgers dels segles XVII i xviii.
Altres aplicacions del mecanisme de la creu de Malta inclouen el canvi de tinta en les impressores plòter, màquines per comptar bitllets i diversos equips utilitzats en la fabricació, per exemple torres, trepants i taules giratòries. L'Iron Ring Clock, creat pels estudiants d'una universitat canadenca, també utilitza la creu de Malta per funcionar.
Per acabar, es pot remarcar com a fet curiós que una Creu de Malta va ésser utilitzada per canviar els filtres de la càmera d'enquadrament en la missió Dawn, utilitzada per obtenir imatges de l'asteroide 4 Vesta l'any 2011.

## Funcionament en projectors cinematogràfics
La pel·lícula arriba al projector, per diversos engranatges passa per la finestreta on es projecta la llum i pels lectors de so. Els engranatges giren contínuament, però la creu de Malta, no. Fa un moviment de gir i fa una aturada, sincronitzada amb unes paletes que tallen i deixen passar la llum, de manera que al moviment de gir la pel·lícula avança un fotograma i la paleta no deixa passar la llum, i en l'aturada la paleta s'obre, deixant passar la llum per la finestreta i projectant la imatge a la pantalla. En el cinema actual aquest moviment es fa 24 vegades per segon. El sistema de paletes que interromp el pas de la llum en els moments dels canvis de fotograma s'anomena obturador. L'obturador talla 24 vegades per segon la llum que travessa el fotograma perquè no es vegi a la pantalla el lliscament produït pel canvi de fotograma. Però degut al fet que 24 emissions de llum produeixen un efecte de parpelleig molt acusat en observar la pantalla, l'obturador produeix un segon tall del raig de llum a cada fotograma, de manera que cada fotograma es projecta dos cops a la pantalla, sumant, en total, 48 emissions de llum. Això fa 24 fotogrames per segon però 48 emissions de llum. D'aquesta manera la imatge que es veu a la pantalla queda estable i continua. La televisió funciona exactament igual, només que qui produeix la il·luminació de la pantalla és un sol punt que recorre primer les línies imparelles de cada fotograma, i, abans de canviar de fotograma, recorre les línies parelles. I això, a 25 fotogrames per segon: 25 fotogrames i 50 emissions de llum. Això fa que la música de les antigues pel·lícules rodades a 24 fotogrames, projectades per televisió, a 25, soni gairebé mig to més alt, i que les pel·lícules durin un 5 % menys de temps. En els antics projectors de cinema en format Super8, la projecció a 18 fotogrames comportava projectar tres vegades cada fotograma abans del canvi. A 12 fotogrames per segon es projectava quatre vegades cada fotograma. A sis fotogrames, vuit projeccions per fotograma. L'objectíu en tots els casos és evitar el parpelleig.

## Tipus de rodes de Ginebra

Animació d'una roda de Ginebra interna en moviment.

Existeixen dos tipus de rodes de Ginebra. Per una banda trobem el sistema extern, que és el més utilitzat gràcies al fet que pot suportar un major estrès mecànic. En aquest tipus de sistemes l'angle de rotació no acostuma a sobrepassar els 180°. Per altra banda, i encara que es tracta d'un sistema menys versàtil, també hi ha la roda de Ginebra interna. Suporta menys tensió mecànica que l'anterior tipus i no es pot reduir tant la seva mida. A més, l'eix de la roda motriu només pot tenir un pivot al costat i l'angle de rotació sempre ha de ser superior als 180°. Ambdues formes són completament vàlides i poden ser utilitzades en funció de les necessitats i la finalitat de cada situació.
A més, també existeix el que s'anomena una roda de Ginebra esfèrica. Aquest tipus de creu de Malta té la roda accionada col·locada en un angle de, generalment, 90° respecte de la roda motriu. Així, el moviment rotatori continu de la part motriu es converteix en moviment interminent que es troba en un eix diferent.

## Cinemàtica

Corbes de moviment per una volta de la roda motriu. De dalt a baix: θ posició angular, ω la velocitat angular, acceleració angular α i la sobreacceleració angular ja

La figura mostra els moviments corbs per a quatre ranures externes a la creu de Malta, en unitats arbitràries. Existeix una discontinuïtat en l'acceleració quan el passador de la roda entra i surt de la ranura. Això genera un pic "infinit" de sobreacceleracions (delta de Dirac) i, per tant, vibracions.

Roda de Ginebra (també anomenada Creu de Malta) esfèrica.